# The Saga Continues (album Wu-Tang Clanu)
The Saga Continues – kompilacyjny album amerykańskiej grupy hip-hopowej Wu-Tang Clan, wydany 13 października 2017 roku nakładem wytwórni Entertainment One i 36 Chambers Records. Płyta została w całości wyprodukowana przez wieloletniego DJ-a grupy Mathematicsa.

## Lista utworów
| Nr  | Tytuł utworu                        | Długość |
| --- | ----------------------------------- | ------- |
| 1.  | „Wu-Tang The Saga Continues Intro”  | 1:33    |
| 2.  | „Lesson Learn'd”                    | 3:23    |
| 3.  | „Fast And Furious”                  | 3:44    |
| 4.  | „Famous Fighters” (Skit)            | 1:22    |
| 5.  | „If Time Is Money” (Fly Navigation) | 3:55    |
| 6.  | „Frozen”                            | 4:10    |
| 7.  | „Berto And The Fiend”               | 0:47    |
| 8.  | „Pearl Harbor”                      | 5:01    |
| 9.  | „People Say”                        | 4:24    |
| 10. | „Family” (Skit)                     | 1:08    |
| 11. | „Why Why Why”                       | 4:01    |
| 12. | „G'd Up”                            | 4:25    |
| 13. | „If What You Say Is True”           | 3:56    |
| 14. | „Saga” (Skit)                       | 0:59    |
| 15. | „Hood Go Bang!”                     | 1:33    |
| 16. | „My Only One”                       | 4:42    |
| 17. | „Message”                           | 2:04    |
| 18. | „The Saga Continues”                | 0:45    |
|     |                                     | 51:52   |

## Listy sprzedaży
| Lista                                    | Kraj              | Pozycja |
| ---------------------------------------- | ----------------- | ------- |
| Ö3 Austria Top 40                        | Austria           | 29      |
| Ultratop. Vlaanderen                     | Belgia            | 60      |
| Ultratop. Wallonie                       | Belgia            | 154     |
| Dutch Album Top 100                      | Holandia          | 79      |
| Billboard Canadian Albums                | Kanada            | 21      |
| GfK Entertainment charts                 | Niemcy            | 37      |
| Billboard 200                            | Stany Zjednoczone | 15      |
| Billboard 200. Independent Albums        | Stany Zjednoczone | 1       |
| Billboard 200. R&B/Hip-Hop Albums        | Stany Zjednoczone | 8       |
| Official Charts Company. Scottish Albums | Szkocja           | 39      |
| Swiss Hitparade                          | Szwajcaria        | 10      |
| Official Charts Company                  | Wielka Brytania   | 42      |